# Athetis agrotoides
Athetis agrotoides là một loài bướm đêm trong họ Noctuidae.